# 1980年8月10日日食
1980年8月10日日食是一次日環食，發生於1980年8月10日（東半球的部分日偏食區域為8月11日）。新月當天（即朔日），地球上觀測到月球和太阳的角距離極小，此時月球如果恰好在月球交點附近，穿過太阳和地球之間，與地球、太阳接近一直線，則會出現日食。月球穿過太阳和地球之間，但距地球較遠，本影未能接觸地表，而使偽本影覆蓋的區域內看到月球的角直徑小於太陽，就形成日環食，同時在偽本影兩側數千公里的半影範圍內形成日偏食。此次日環食經過了基里巴斯、秘鲁、玻利維亞、巴拉圭、巴西，日偏食則覆蓋了拉丁美洲的絕大部分及周邊部分地區。

## 日食概況

### 出現區域
坎頓島東北約540公里的太平洋洋面在日出時最先看到日環食，此後月球偽本影向東北移動，覆蓋了莱恩群岛中隸屬基里巴斯的塔布阿埃蘭環礁，又經過很長的洋面，並逐漸轉向東南移動，在法国海外領土克利珀頓島以南約630公里達到最大食分。此後偽本影繼續向東南移動，在秘鲁利馬大區與伊卡大區交界處海岸登上南美洲，跨過玻利維亞、巴拉圭，最終在日落時分結束於巴西巴拉那州與聖保羅州交界處。環食帶均在國際日期變更線以東，在8月10日看到日環食（基里巴斯在1995年將莱恩群岛的時區從UTC-10改為UTC+14，若按現在時間計算則會相差一天）。
偽本影經過的陸地包括：
- 基里巴斯：塔布阿埃蘭環礁；
- 秘魯：經過利馬大區南端、伊卡大區北半部、萬卡韋利卡大區南半部、阿亞庫喬大區中部偏南、阿普里馬克大區南半部、阿雷基帕大區北半部、庫斯科大區南部、莫克瓜大區北部，自西北向東南貫穿普諾大區南部後從的的喀喀湖附近出境；
- 玻利维亚：從的的喀喀湖附近入境後貫穿拉巴斯省南部，經過奧魯羅省東北部、科恰班巴省南半部、波托西省北部、蘇克雷省北部，貫穿聖克魯斯省南部後出境，又第二次入境擦過聖克魯斯省東南角，環食帶覆蓋了政府所在地和實際上的首都拉巴斯，而由於法定首都苏克雷並不在環食帶內，故嚴格意義上本次環食帶沒有覆蓋任何首都；
- 巴拉圭：自西北向東南貫穿上巴拉圭省北部；
- 巴西：貫穿南馬托格羅索州南部後沿巴拉那州與聖保羅州交界處移動並結束。[3][4]

除了上述狹窄的環食帶內能看到日環食之外，月球半影覆蓋範圍內都能看到日偏食，包括美国中東部、密克羅尼西亞島群東部、玻里尼西亞島群除新西兰外的大部分，以及拉丁美洲除巴哈马北部、背风群岛東北部、智利西南端以外的絕大部分。其中絕大部分位於國際日期變更線以東，在8月10日看到日食，剩下很小一部分在8月11日看到日食。

### 基本參數
- 類型：日環食
- 食甚中心處（位於克利珀頓島以南約630公里的太平洋）資料：
  - 時間：1980年8月10日19:11:30.0
  - 地點：4°34.8′N 108°54.3′W / 4.5800°N 108.9050°W
  - 食分：0.9727（環食帶內最大）
  - 日環食持續時間：3分23.3秒

## 相關的日食

### 1979-1982年的日食
月球交替位於相對的月球交點時，以半個交點年（食年），即約177天又4小時間隔出現下列日食。
| 降交點                                                          | 降交點                   |          | 升交點                   | 升交點 |
| 沙羅周期                                                        | 地圖                     | 沙羅周期 | 地圖                     |        |
| 120                                                             | 1979年2月26日 全食       | 125      | 1979年8月22日 環食       |        |
| 130                                                             | 1980年2月16日 全食       | 135      | 1980年8月10日 環食       |        |
| 140                                                             | 1981年2月4日 環食        | 145      | 1981年7月31日 全食       |        |
| 150                                                             | 1982年1月25日 偏食（南） | 155      | 1982年7月20日 偏食（北） |        |
| 註：1982年6月21日和1982年12月15日的日偏食屬於下一組交點年系列。 |                          |          |                          |        |

### 沙羅周期
沙羅周期長度為18年11天。本次日食屬於沙羅周期135，共包含71次日食，依次為1331年7月5日至1493年10月10日的10次日偏食、1511年10月21日至2305年2月24日的45次日環食、2323年3月8日至2341年3月18日的2次全環食（亦稱混合食）、2359年3月29日至2449年5月22日的6次日全食、2467年6月2日至2593年8月17日的8次日偏食，總共歷時1262.11年。其中最長的全食發生於2431年5月12日，共持續2分27秒。
下表列舉了1901年至2100年間發生的屬於該周期的日食，是第33至43次：
| 33            | 34             | 35            |
| ------------- | -------------- | ------------- |
| 1908年6月28日 | 1926年7月9日   | 1944年7月20日 |
| 36            | 37             | 38            |
| 1962年7月31日 | 1980年8月10日  | 1998年8月22日 |
| 39            | 40             | 41            |
| 2016年9月1日  | 2034年9月12日  | 2052年9月22日 |
| 42            | 43             |               |
| 2070年10月4日 | 2088年10月14日 |               |

## 資料來源
1. ↑  樊忠玉. . 中国天文科普网.   [2016-03-08]. （原始内容存档于2014-09-17）.
2. 1 2  Fred Espenak. . NASA Eclipse Web Site.   [2016-03-08]. （原始内容存档于2020-10-24）.（英文）
3. ↑  Fred Espenak. . NASA Eclipse Web Site.   [2016-03-08]. （原始内容存档于2020-10-21）.（英文）
4. ↑  Xavier M. Jubier. .   [2016-03-08]. （原始内容存档于2016-10-25）.（法文）（英文）
5. ↑  Fred Espenak. . NASA Eclipse Web Site.   [2016-03-08]. （原始内容存档于2008-08-29）.（英文）
6. ↑  Fred Espenak. . NASA Eclipse Web Site.（英文）

## 外部連結
- NASA日食專頁（页面存档备份，存于）（英文）
- 可見區域圖和時間統計：由弗雷德·埃斯佩纳克做出的日食預報，NASA/GSFC
  - Google互動地圖呈現的日食範圍
  - 貝塞爾元素
- Google地圖顯示的日環食和日偏食範圍（页面存档备份，存于）（法文）（英文）

| \| \| 日食 \|                             |                              |                                          |
| 上一次日食： 1980年2月16日日食 （日全食） | 1980年8月10日日食 （日環食） | 下一次日食： 1981年2月4日日食 （日環食） |
| 上一次日環食： 1979年8月22日日食          | 1980年8月10日日食 （日環食） | 下一次日環食： 1981年2月4日日食          |
|                                           | 日食                         |                                          |